# Carl Gustaf Emil Mannerheim
Carl Gustaf Emil Mannerheim (Askainen, 4 de junho de 1867 — Lausana, 27 de janeiro de 1951) foi um militar e político finlandês, tendo participado na Guerra Civil Finlandesa (1918), na Guerra de Inverno (1939-1940) e na Guerra da Continuação (1941-1944), e  sido regente (de 12 de dezembro de 1918 a 26 de julho de 1919) e sexto presidente de seu país (de 4 de agosto de 1944 a 4 de março de 1946).
Nascido numa família de nobreza sueco-finlandesa, ingressou com pouca idade na Escola de Cadetes. Como oficial, serviu à Rússia na guerra contra o Japão. De volta à sua pátria, recebeu cinco condecorações. Em 1914 começou a Primeira Guerra Mundial. Mannerheim, então general do exército czarista da Finlândia ocupada pela Rússia, comandou uma unidade russa.
A revolução dos bolcheviques e a paz com os alemães decidem seu destino. Mannerheim renunciou a seu posto e voltou à Finlândia, iniciando a luta pela libertação finlandesa. Organizou e ensinou um pequeno grupo de combatentes, que viria a ser a base do futuro exército libertador. Para conseguir armas, Mannerheim mobilizou 20 homens e tomou silenciosamente uma guarnição russa, onde matou todos os soldados e roubou todas as armas e munições de que precisava. Na noite de 26 para 27 de janeiro de 1918, começou a guerra pela libertação.
Quando foi derrotado nas eleições de 1919, reformou-se e dedicou-se à filantropia, porém regressou como chefe do conselho de defesa finlandesa e comandou as forças finlandesas contra a União Soviética na Guerra de Inverno de 1939-40 e outra vez em 1941-44 na Guerra de Continuação, tecnicamente a Finlândia nunca foi do Eixo durante a Segunda Guerra Mundial, pois sua aliança com a Alemanha era apenas parcial, ou seja, seu governo não se tornou um fantoche alemão como o romeno e o húngaro, tanto que nunca se adotou práticas anti-semitas na Finlândia, era permitido judeus nas forças armadas e também receberam milhares de judeus de países ocupados que fugiram para lá. Em agosto de 1944 tornou-se presidente e pôs fim à guerra com a Rússia, terminou a colaboração com a Alemanha Nazista e em 1944 declarou-se aliado. Teve de se demitir em 1946 devido a uma doença.
Está sepultado no Cemitério de Hietaniemi em Helsínquia.